# Mapa strategii
Mapa strategii – model stworzony przez Roberta S. Kaplana i Davida Nortona, który opisuje sposób, w jaki firma tworzy swoją wartość w długim czasie. Opiera się on na czterech perspektywach ukazanych w zrównoważonej karcie wyników. Mapa strategii poprzez obrazowanie tych perspektyw, umożliwia klarowne opisanie poszczególnych założeń firmy oraz powiązań między nimi, które wpływają na wypełnienie postawionych celów.
Model mapy strategii dzieli się na cztery poziomy, z których każde wpływają na siebie, przez co wpływają także na realizację strategii firmy. Najwyższy szczebel odnosi się do wartości firmy dla udziałowców (perspektywa finansowa), drugi definiuje sposób w jaki firma jest widziana przez klientów (perspektywa klienta), trzeci szczebel to procesy innowacyjne oraz operacyjne, które mają na celu zaspokojenie potrzeb klienta (perspektywa procesów wewnętrznych). Podstawą tych szczebli są kapitały: ludzki, informacji oraz organizacji.